# Incidents of the Great European War
Incidents of the Great European War è un cortometraggio muto del 1914 scritto  e diretto da George Pearson.

## Trama
La ricostruzione degli eventi che portarono alla scoppio della prima guerra mondiale.

## Produzione
Il film fu prodotto dalla G.B. Samuelson Productions.

## Distribuzione
Distribuito dalla Royal Film Distributors, il film - un cortometraggio in due bobine - uscì nelle sale cinematografiche britanniche nell'ottobre 1914.